# Maart 2023
Dit artikel geeft een chronologisch overzicht van de belangrijkste gebeurtenissen per dag in de maand maart van het jaar 2023.

## Gebeurtenissen

### 1 maart
- Tussen Athene en Thessaloniki in Griekenland botsen een passagiers- en een goederentrein op elkaar, waarbij tientallen doden vallen. De botsing werd veroorzaakt door een 'tragische menselijke fout'.[1]

- Uit een rapport van de Onderzoeksraad voor Veiligheid blijkt dat het Openbaar Ministerie en de Politie langs elkaar werkten en signalen misten in aanloop naar de moorden op Peter R. de Vries, advocaat Derk Wiersum en de broer van kroongetuige Nabil B. in het Marengo-proces.[2]
- In België ontstaat een politiek schandaal als blijkt dat oud-kamervoorzitters een extra vergoeding krijgen bovenop het maximaal toegelaten pensioen.

### 9 maart
- In de Duitse stad Hamburg vallen bij een schietpartij in een gebedshuis van Jehova's getuigen acht doden, inclusief de dader en een ongeboren kind.[3]

### 10 maart
- Xi Jinping wordt door het Nationaal Volkscongres herkozen voor een derde termijn als president van de Volksrepubliek China.[4]

### 16 maart
- De Franse president Emmanuel Macron verhoogt via een speciale grondwettelijke procedure de pensioenleeftijd van 62 naar 64 jaar, en omzeilt daarmee de Assemblée. In het land wordt al enige tijd gedemonstreerd tegen de pensioenhervorming.[5]

### 27 maart
- Op het strand van Vlieland is een jonge klapmuts geboren. De zeehondensoort komt normaal gesproken voor in het poolgebied. Als dwaalgast komt hij ook in Nederland voor; de geboorte van een jong is echter vrij uniek.[6]

## Overleden
<< · januari · februari · maart · april · mei · juni · juli · augustus · september · oktober · november · december · >>